# Costin Petrescu (pictor)
Costin Petrescu (n. 10 mai 1872, Pitești, România – d. 15 octombrie 1954, București, România) a fost un pictor, profesor universitar, președinte al Sindicatului Artelor Frumoase și publicist român.

## Perioada de studii
După ce a urmat gimnaziul la „Brătianu”, în Pitești, Costin Petrescu s-a transferat la o școală din București, în urma unor neînțelegeri pe care le-a avut cu tatăl său.
Costin Petrescu a avut legătură cu pictura încă din copilărie, deoarece atât tatăl său, cât și bunicul, au fost pictori meșteșugari.
Și-a început studiile superioare în domeniul picturii în anul 1892 la București, unde a frecventat, timp de aproape 3 ani, cursurile Școlii de Belle Arte, sub îndrumarea directă a pictorului George Demetrescu Mirea. A urmat și cursurile Școlii de arhitectură unde l-a avut mentor pe arhitectul George Sterian. A continuat studiile la Viena, München și Paris unde, beneficiind de o bursă, a studiat la Academia Julian, sub îndrumarea lui Jean-Paul Laurens.

## Activitatea de creație
A practicat diverse genuri, astfel că opera sa a suferit multiple influențe, de la simbolismul romantic al scenelor orientale la maniera postimpresionistă de interpretare a temelor istorice și portretelor. A expus la Tinerimea artistică și Salonul Oficial.
În ultima perioadă de creație Petrescu adoptase o manieră liberă de interpretare, folosind culori vii și un desen schematizat.
În 1921 a fost trimis în SUA pentru a studia metodele de gravură a bancnotelor.
În anii dintre cele două războaie mondiale, Costin Petrescu a pictat o serie de portrete ale unor personalități culturale, precum Gheorghe Lazăr, Vasile Lascăr și Dem I. Dobrescu. În decursul anilor a pictat circa 400 de portrete.
Între 1925 și 1926 a ținut cursuri generale asupra frescei la Academia de Belle Arte din Lyon. Ca urmare a activității sale meritorii, fost distins cu titlul de „profesor de onoare” al Academiei de Belle Arte din Lyon.
Cu toate că în vremea sa pictura murală monumentală se făcea în ulei, atunci când i s-a comandat o măreață lucrare monumentală pentru Ateneul Român, a ales să o realizeze în frescă, revitalizând astfel o veche tehnică. A lucrat aproximativ cinci ani la această pictură „al fresco”, iar la inaugurare, în 1939, aceasta era cea mai mare operă de artă efectuată până atunci în România. Lată de 3 metri și lungă de 70 de metri, Marea frescă se întinde deasupra lojilor, de jur împrejurul tamburului cupolei, cu excepția locului unde se află scena. Este alcătuită din 25 de scene reprezentative din istoria României:
1. Împăratul Traian intră în Dacia
2. Legionarii romani colonizează Dacia
3. Formarea poporului daco-roman
4. Straja romană
5. Invazia barbarilor
6. Începuturile poporului român
7. Statornicirea
8. Descălecarea
9. Statul militar
10. Statul administrativ — împărțirea dregătoriilor
11. Cruciada românească
12. Ștefan cel Mare
13. Epoca de pace și credință
14. Mihai Viteazul
15. Începuturile culturii românești
16. Horia, Cloșca și Crișan
17. 1821 — Revolta lui Tudor Vladimirescu
18. Anul 1848 în Transilvania
19. Anul 1848 în Principate
20. Al.I. Cuza - Împroprietărirea țăranilor
21. Anul 1859 — Unirea Principatelor
22. Carol I — Războiul de Independență
23. Războiul întregirii naționale 1916-1918
24. Ferdinand I Întregitorul - România Mare
25. Carol al II-lea - Epoca de consolidare

Ultima dintre aceste scene a fost modificată după abdicarea regelui Carol al II-lea, chipul fostului monarh fiind înlăturat. În primii ani ai regimului comunist din România, fresca de la Ateneu, pictată de Costin Petrescu, a fost acoperită cu catifea roșie, cu scopul de a ascunde rolul monarhiei în istoria României, și a stat ascunsă privirilor aproape două decenii, din 1948 până în 1966.
Alte picturi murale de mari dimensiuni a realizat la Biserica din Miroși, Biserica Domnească din Curtea de Argeș, Biserica Sfântul Ierarh Nicolae din Roznov, icoane ale bisericii Sfântul Spiridon din Craiova, bisericile Sfântul Silvestru, Mihai Vodă și “Sfântul Dumitru – Colentina” din București și biserica „Sfântul Nicolae” din Șcheii Brașovului, unele scene din Palatul Patriarhal precum și interiorul Catedralei Încoronării din Alba Iulia
În interiorul Bisericii „Sfântul Nicolae” din Șchei, pe peretele de nord, Costin Petrescu a pictat în anul 1946 o frescă reprezentându-i pe Regele Mihai I și pe mama sa, Elena. În vremea comunismului, deoarece aceste picturi deranjau autoritățile au dispus acoperirea lor cu var. În 1999, doi pictori de la Sibiu au îndepărtat varul și au restaurat fresca. Tot în Biserică, înaintea altarului, unul din cele două scaune pentru ierarhi este închinat Regelui. Pe peretele de lângă scaun, Costin Petrescu i-a pictat pe bunicii lui Mihai I al României – Regele Ferdinand și Regina Maria, călare pe doi cai albi. Pentru a salva această pictură de ideologia comunistă antiregalistă, cineva a avut inspirația să picteze o barbă pe chipul reginei și li s-a spus autorităților că aceia sunt doi sfinți militari. Și această pictură a fost restaurată prin îndepărtarea bărbii.
Costin Petrescu a conceput și mantia regală pe care Regele Ferdinand a purtat-o la 15 octombrie 1922, cu ocazia încoronării de la Alba Iulia. Mantia a fost inspirată din costumul de gală al domnitorilor români din Evul Mediu și a fost realizată în ateliere vieneze. În prezent, este expusă la Castelul Peleș din Sinaia.
A pictat și lucrări murale în clădiri publice, precum sala de consiliu de la Palatul Universul din București și o frescă în sala de festivități a fostului Colegiu Academic al Universității din Cluj, prin care se evocă marile personalități culturale ale românilor din Transilvania.
Costin Petrescu a realizat și mozaicurile exterioare de la Ateneul Român din București.
A decedat în București, la 15 octombrie 1954, și este înmormântat în cimitirul Bellu, figura 96, locul 38.

## Scrieri
- L’art de la fresque (Arta frescei), Editura Lefranc, Paris, 1931 (Cartea a fost scrisă de Costin Petrescu la rugămintea lui Paul Leo, membru al Institutului Franței, care a și prefațat-o. Autorul declara că aceasta „Conține o condensare a tot ce s-a scris până acum despre această artă decorativă, care a făcut farmecul decorației catedralelor medievale, un tratat practic al picturii pe zid sau pe piatră”).[15]

## Casa natală
Casa din Strada Egalității, din Pitești, în care s-a născut și a trăit pictorul, a purtat multă vreme o plăcuță din marmură pe care scria: În această casă s-a născut pictorul Costin Petrescu, 1872-1954, autorul lucrării „Marea Frescă a Neamului” de la Ateneul Român. Astăzi, plăcuța a dispărut. Deoarece casa nu a fost declarată monument istoric, Marian Anghelescu, noul proprietar, a obținut toate avizele pentru a demola parțial fațada și a supraetaja partea din spate a casei. În final, omul de afaceri Marian Anghelescu, care deține firma Deck Birotica Group, ce funcționează în clădirea înaltă ce s-a ridicat lipită de casa natală, a demolat întreaga casă, fără aprobarea primăriei, care intenționa să o transforme în casă memorială, și a făcut în locul ei o parcare pentru firma sa.

## Casa memorială
În București, Bd. Dacia nr. 29, se află un imobil edificat de Costin Petrescu după propriul său proiect, cu două funcțiuni complementare: cea de locuință și de amplu atelier de creație și întâlniri colegiale. În prezent este casă memorială.

## Distincții
În 1921, Direcția generală a Artelor din Ministerul Cultelor și Artelor, a înaintat tabele cu funcționari ai săi, propuși spre decorare cu ocazia încoronării proiectate pentru acel an. La poziția 109 era înscris Costin Petrescu, profesor la Școala de Arte București, cu propunerea „mare ofițer al Stelei”.
- Ordinul Muncii clasa a III-a (21 august 1954) „pentru merite deosebite pe tărîmul construcției de stat, economice, sociale și culturale, cu ocazia celei de a zecea aniversări a eliberării patriei noastre”[18]